# Jonáš Záborský
Jonáš Záborský (ur. 3 lutego 1812 w Záboriu, zm. 23 stycznia 1876 w Župčanach) – słowacki pisarz, duchowny ewangelicki, profesor mowy i literatury greckiej.
Jego dorobek obejmuje bajki, epigramaty, poematy alegoryczno-filozoficzne (Vstúpenie Krista do Raja 1866) i satyryczne (Faustiáda 1912), dramaty historyczne (Lžedimitrijady 1866), komedie (Najdúch 1870), opowiadania; także autor prozy autobiograficznej. Tworzył w językach czeskim (do lat 50. XIX w.) i słowackim.